# Chitinophaga pinensis
Chitinophaga pinensis ist eine Art von Bakterien und zählt zu der Familie Chitinophagaceae. Sie ist die Typusart der Gattung Chitinophaga. Der Gattungsname ist zusammengesetzt aus dem lateinischen Wort chitinum für „Chitin“ und dem griechischen Wort „phagein“ für „essen“ und bezieht sich auf die Fähigkeit einiger Arten, Chitin zu verdauen. Der Artname C. pinensis bezieht sich auf das lateinische Adjektiv „pinensis“, was so viel wie „zu Kiefern gehören“ bedeutet; die Art wurde zuerst vom Streu einer Kiefer isoliert. Das Genom von Chitinophaga pinensis wurde 2010 komplett analysiert.

## Erscheinungsbild
Die Zellen von Chitinophaga pinensis sind stäbchenförmig mit abgerundeten Ecken. Die Größe liegt zwischen 0,5 und 0,8 µm in Breite und bis zu 40 µm in Länge. Es werden Ruhestadien, sogenannte Mikrocysten gebildet. Der Durchmesser beträgt ca. 0,8 bis 0,9 µm. Sie sind durch Gleiten beweglich. Die Kolonien sind gelb gefärbt. Der Gram-Test ist negativ. Tolerierte Temperaturen für Wachstum liegen im Bereich von 10 bis 40 °C, optimales Wachstum erfolgt bei 23–24 °C.

## Wachstum und Stoffwechsel
Chitinophaga pinensis ist chemo-organotroph und aerob, der Stoffwechsel ist die Atmung. Der Katalase- und Urease-Test ist positiv, der Oxidase-Test ist negativ. Eine Besonderheit ist die Fähigkeit Chitin zu hydrolisieren. Der GC-Gehalt liegt bei 43 bis 46 %.